# Barragem de Tabqa
A barragem de Tabqa (em árabe سد الطبقة), também conhecida pelo nome de barragem de al-Thawra (em árabe سد الثورة, literalmente barragem da revolução) é uma obra da engenharia hidráulica construída no rio Eufrates, situada a 40 quilómetros águas acima da cidade de Raca, na província de Raca, Síria. A barragem tem uma altura de 60 metros e 4,5 quilómetros de comprimento, o que a torna a maior barragem da Síria.